# Éducation préscolaire, primaire et secondaire au Québec
Au Québec, l'éducation préscolaire, primaire et secondaire correspond aux deux niveaux d'enseignement précédant les enseignements collégial et universitaire, soit l’éducation préscolaire, aussi appelée maternelle, et l’enseignement primaire et secondaire.

## Éducation préscolaire
Sont présentes dans les milieux où la concentration de la population est à faible revenus où d'enfants fréquentent un Centre de la petite enfance[réf. nécessaire] (elle n'est pas obligatoire).
L'éducation préscolaire comprend la prématernelle et la maternelle, qui sont souvent rattachées aux écoles primaires. Les classes de prématernelle (4 ans au 30 septembre) du réseau public.
Les élèves fréquentent la prématernelle soit le matin, soit en après-midi, mais ils fréquentent la maternelle le matin et en après-midi. Les enfants de la maternelle (5 ans au 30 septembre) fréquentent l'école toute la journée. La prématernelle et la maternelle ne sont pas obligatoires par la loi, mais la majorité des enfants les fréquentent.

## Éducation primaire
L'éducation primaire s'adresse aux mineurs de 6 ans à 11 ans (âge du 30 septembre) (ou jusqu'à 12 ans en cas de redoublement). L'éducation primaire est composée de 3 cycles de 2 années, pour une durée de 6 ans. Les élèves ont deux ans pour réussir les apprentissages du cycle. À la deuxième année de chacun des cycles, un bilan des apprentissages est réalisé par l'enseignant pour situer les acquis des élèves par rapport aux exigences du ministère de l'Éducation et de l'Enseignement supérieur. Ce dernier impose aux élèves de sixième année un examen de passage du primaire au secondaire. Bien que l'examen de la sixième année soit très important, plusieurs écoles secondaires utilisent les résultats cumulés de toutes les années précédentes pour classer l'étudiant. 
Lorsque les élèves n'ont pas acquis toutes les connaissances nécessaires, ou s'ils sont souvent absents, ils devront redoubler 1 année.
Avant, il n'y avait pas de cours d'anglais au 1er cycle, mais depuis août 2006, il y a un cours d'anglais à chaque cycle.
Le programme du primaire comprend 5 domaines d’apprentissage. Chacun de ces domaines regroupe quelques disciplines :
1) Le domaine des langues (aux écoles primaires francophones) :
- Français, langue d’enseignement ;
- Anglais, langue seconde ;
- Français, accueil (pour les élèves nouvellement arrivés d’un autre pays ou n'ayant jamais pratiqués).

Le domaine des langues (aux écoles primaires anglophones) :
- Anglais, langue d’enseignement ;
- Français, langue seconde ;

2) Le domaine des mathématiques, de la science et de la technologie :
- Mathématiques ;
- Science et technologie.

3) Le domaine de l’univers social :
- Géographie et histoire ;
- Éducation à la citoyenneté.

4) Le domaine des arts :
Deux disciplines au choix, parmi les suivantes :
- Arts plastiques ;
- Musique  ;
- Art dramatique ;
- Danse .

5) Le domaine du développement personnel :
- Éducation physique et à la santé ;
- Éthique et culture religieuse.

## Éducation secondaire
Les études secondaires québécoises sont divisées en cinq niveaux (secondaire 1 à 5) d'une durée d'un an chacun. On y distingue également 2 cycles. Les 1re, 2e secondaires font partie du premier cycle, alors que les 3e, 4e et 5e secondaires font partie du deuxième cycle du secondaire. Au 5e secondaire, les élèves reçoivent un diplôme d'études secondaires (DES).
Il y a un cours d'anglais à chaque cycle aux écoles secondaires francophones.
Les matières enseignées sont les suivantes, sans distinctions de domaines :
- Français, langue d'enseignement (pour les écoles francophones)
- Anglais, langue seconde (pour les écoles francophones)
- Mathématiques
- Géographie (1er cycle)
- Histoire et éducation à la citoyenneté (1er cycle)
- Sciences et technologie[5].
- Éducation physique
- Éthique et culture religieuse (sauf en 3e secondaire) (progressivement remplacée par Culture et Citoyenneté Québécoise)
- Matière artistique (parmi Musique, Arts plastiques, Danse ou Art dramatique)

En troisième et quatrième secondaire, la géographie et l'histoire et l'éducation à la citoyenneté sont remplacées par le cours d'Histoire du Québec et du Canada. En cinquième secondaire, ce sont les cours d'Éducation financière et de Connaissance du monde contemporain qui prennent place.
À partir de la quatrième secondaire, les élèves choisissent une séquence pour leur cours de mathématiques :
- Culture, société et technique (CST, communément appelée « programme régulier »)
- Sciences naturelles (SN, communément appelée « programme enrichi »)
- Techno-sciences (TS, qui n'est pas offert dans toutes les écoles)

À cela s'associe un choix en sciences. En quatrième secondaire les élèves ont le choix entre le cours de Sciences et Technologie (SCT), qui est obligatoire, ou le cours de Sciences et Technologies de l'Environnement (STE), qui enrichit le programme de base. En cinquième secondaire, aucun cours de sciences n'est obligatoire, mais les élèves ont souvent accès à des cours optionnels, tels que Chimie, Physique ou encore Biologie, qui peuvent être préalables à un programme visé par l'élève au Cégep.
Les élèves au secondaire ont de 12 ans à 17 ans ou à 18 ans (âge du 30 septembre) en cas de redoublement.
Lorsque les élèves n'ont pas acquis toutes les connaissances nécessaires, ou s'ils sont souvent absents, ils devront redoubler 1 année.
Certains élèves souhaitant se rendre plus rapidement sur le marché du travail peuvent, dès l'âge de 16 ans, ne pas terminer leurs études secondaires et faire des études professionnelles. Celles-ci, d'une durée d'environ deux ans, débouchent sur l'obtention du Diplôme d'études professionnelles (DEP), qui correspond à une formation spécifique à un métier. Cependant, le DEP permet l'accès à des études collégiales dans un domaine de profession connexe, moyennant certains crédits du secondaire régulier du secteur des jeunes ou des adultes.
Pour les adultes (16 ans et plus) qui désirent retourner aux études et qui ne désirent pas se déplacer, la Société de formation à distance des commissions scolaires du Québec offre la formation à distance depuis 1995. Cependant, ce sont les commissions scolaires du Québec qui prennent les inscriptions et s'occupent de tout ce qui concerne les apprentissages. Il y en a au moins une dans chaque région du Québec.
Depuis septembre 2005, le programme de formation de l'école québécoise (nommé communément La réforme) est implanté graduellement au secondaire.
Dans le reste du Canada, il y a 6 années de classe à l'enseignement secondaire.

## Formation professionnelle
Les étudiants qui veulent obtenir une formation professionnelle (DEP) peuvent aller étudier à partir de 16 ans dans un centre de formation. Il existe aussi des cours de spécialisation professionnelles (ASP) qui nécessitent souvent des compétences d'un DEP connexe. Ces deux cours mènent à des diplômes délivrés par le ministère de l'Éducation et de l'Enseignement supérieur.
Il y a aussi la formation préparatoire au travail pour des élèves éprouvant de graves difficultés scolaires. Il faut avoir 15 ans au 30 septembre. Il y a 3 années de classe. Il y a des stages. Si les élèves ne sont pas autonomes ou s'ils ont manqué beaucoup de stages, ils seront obligés de répéter une année. À 21 ans (dépassement la limite d'âge du 30 septembre), les élèves peuvent avoir une année dérogatoire pour répéter la FPT 3, mais ils ne peuvent pas avoir une année dérogatoire pour passer en FPT 3. Il faut souligner que l'important pour ces élèves est d'être en mesure d'obtenir les préalables pour entrer dans un dep ou de trouver un emploi sur le marché du travail. En effet, le DEP amène de meilleures conditions de travail et permet une spécialisation de la main-d'œuvre.

## L'abolition des commissions scolaires
Le gouvernement du Québec dépose, le 1er octobre 2019, un projet de loi visant à remplacer les commissions scolaires  par des « centres de services scolaires » et à abolir les élections scolaires à l'automne 2019, avant les élections prévues en 2020.

## Différences d’accès à l'éducation de qualité
Différences de qualité des services d’éducation préscolaire et de préparation à l’école maternelle entre les enfants immigrants et non immigrants. Défis particuliers auxquels sont confrontées les familles immigrantes, tels que les barrières linguistiques et l'adaptation culturelle.